# 몬순 웨딩
《몬순 웨딩》(힌디어: मानसून वैडिंग )은 2001년 개봉한 인도의 드라마 영화로, 미라 네어가 감독을 맡았다. 2001 베네치아 영화제 황금사자상 수상작이다.